# Friedrich von Maltzan (General, 1838)

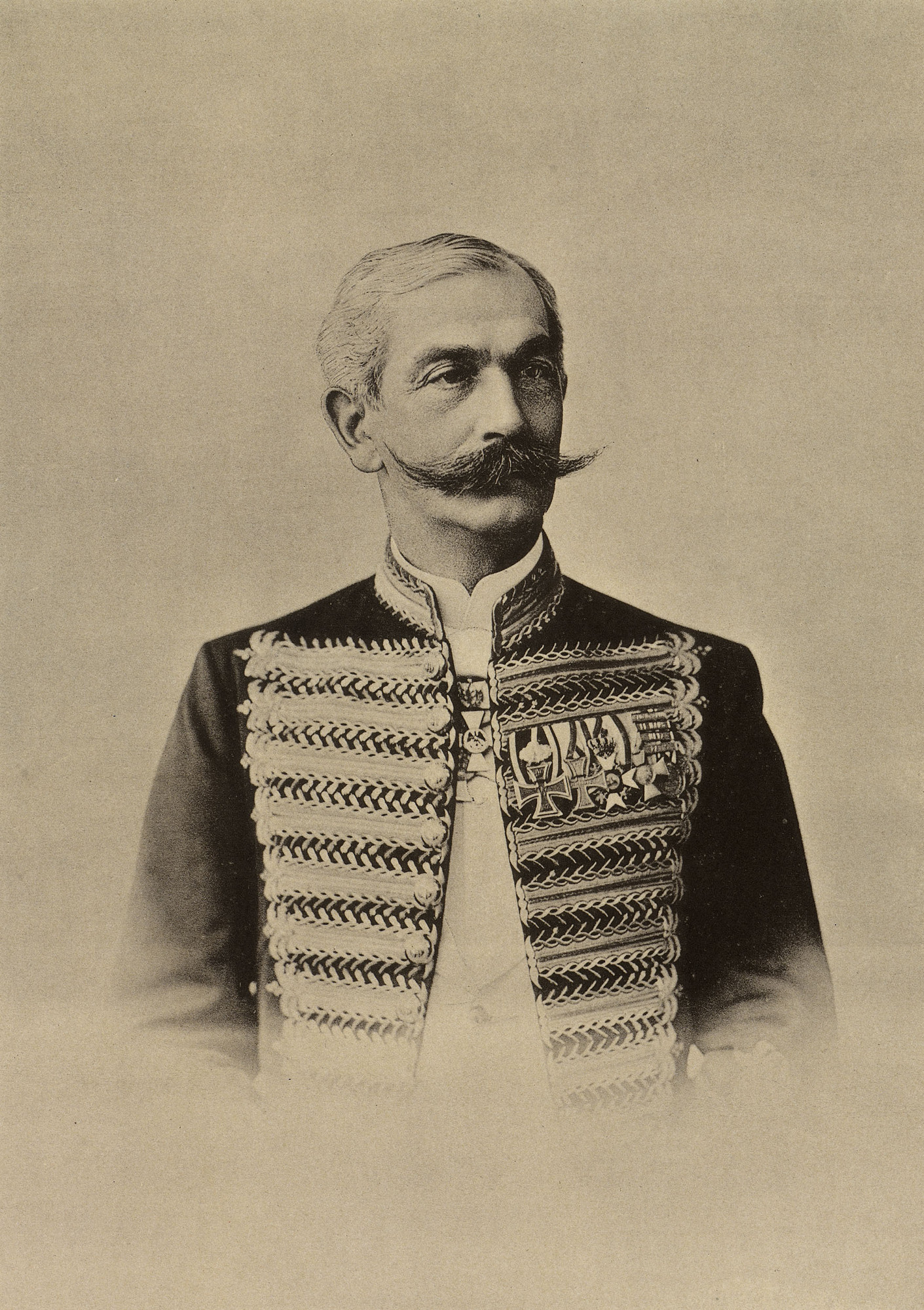

Adolf Friedrich Joseph Otto von Maltzan Freiherr zu Wartenberg und Penzlin (* 22. Juni 1838 in Mallin; † 23. Juli 1914 in Neustrelitz) war ein preußischer Generalleutnant und Großherzoglich mecklenburg-strelitzscher Oberhofmarschall.

## Leben

### Herkunft
Friedrich von Maltzan (Nr. 699 der Geschlechtszählung) war Angehöriger des Adelsgeschlechts Maltza(h)n. Er war zweiter Sohn des Erbherrn auf Mallin, Friedrich (Wilhelm Julius) von Maltzan Freiherr zu Wartenberg und Penzlin (#687, 1804–1869) und dessen Frau Elisabeth, geb. von Steinfeld (1809–1862).

### Werdegang
Friedrich von Maltzan begann seine Laufbahn am 15. Mai 1854 in der Ersatzeskadron des K.K. 7. Ulanen-Regiments. Am 20. Juni 1854 wurde er Kadett und avancierte am 1. Januar 1855 zum Unterleutnant. Er stieg dann am 1. Mai 1859 zum Oberleutnant auf und wurde vom 1. Oktober 1864 bis 1. Oktober 1865 zur Kavallerieschule nach Wien kommandiert. Seinen Abschied bekam Maltzan am 30. September 1867 bewilligt.
Er erhielt am 1. Oktober 1867 eine Anstellung als Rittmeister und Eskadronchef mit Patent vom selben Tage im 2. Großherzoglichen Mecklenburgischen Dragoner-Regiment Nr. 18. Maltzan wechselte am 10. Oktober 1868 als Rittmeister mit Patent vom 1. Oktober 1867 und Eskadronchef im Dragoner-Regiment Nr. 18 in den Verband der preußischen Armee. Dort erhielt er am 11. Januar 1876 den Charakter als Major und am 12. Juni 1877 ein Patent seiner Charge.
Am 12. April 1879 avancierte er zum etatmäßigen Stabsoffizier im Dragoner-Regiment Nr. 12. Er wurde am 12. Februar 1884 mit der Führung des Kürassier-Regiments Nr. 6, unter Stellung à la suite desselben, beauftragt. Seit dem  6. August 1884 war Maltzan Kommandeur des Regiments und wurde am 14. April 1885 zum Oberstleutnant sowie am 21. Juli 1888 zum Oberst befördert. Am 2. April 1889 wurde er unter Stellung à la suite des Regiments mit Führung der 13. Kavallerie-Brigade beauftragt und erhielt am 22. Mai 1889 die Stellung des Kommandeurs dieser Brigade. Seine Beförderung zum Generalmajor erfolgte am 18. November 1890.
Unter Verleihung des Charakters als Generalleutnant wurde Maltzan am 17. Juni 1893 mit Pension zur Disposition gestellt.
Maltzan war Großherzoglich mecklenburg-strelitzscher Oberkammerherr und Oberhofmarschall. Er war am 30. Mai 1904 an der nächtlichen Überführung des verstorbenen Großherzogs Friederich Wilhelm (II.) vom Schloss Neustrelitz zur Fürstengruft in der Schlosskirche Mirow beteiligt und wurde dafür ausgezeichnet.

### Familie
Maltzan war zweimal mit Cousinen verheiratet: 1874 in erster Ehe mit Freiin Mathilde von Maltzahn (#705; 1841–1899), Tochter des Friedrich von Maltzahn (#1140; 1807–1888) auf Lenschow und der Gräfin Friederike Wilhelmine Elisabeth Amalie, geb. von Moltke (1817–1902); 1901 in zweiter Ehe mit Freiin Luise von Maltzan (#761; 1861–1945), Tochter des Adolph von Maltzan (#730; 1809–1891) aus dessen zweiter Ehe mit Elisabeth, geb. von Bülow (1836–1911). Beide Ehen blieben kinderlos. In dritter Ehe heiratete er am 15. November 1912 in Schwerin die Tochter des Rittmeister Wilhelm Karl Arthur Albrecht von Treuenfels auf Lenschow, Marie Luise von Treuenfels (1891–1920) für die das Einschreibegeld der Einschreibung mit der Nr. 1834 im Einschreibebuch des Klosters Dobbertin vom 6. Dezember 1891 zurückzuzahlen war.
Seine geschiedene Ehefrau heiratete 1920 in zweiter Ehe den Juristen und Politiker Kurt von Reibnitz.

## Auszeichnungen
- Hausorden der Wendischen Krone, Großkreuz mit der Krone in Gold (22. Juli 1908)[5]
- Roter Adlerorden 1. Klasse
- Kronen-Orden 1. Klasse
- Eisernes Kreuz 2. Klasse
- Großkreuz des Albrechts-Ordens
- Großkreuz des Friedrichs-Ordens mit Krone
- Großkreuz des Hausordens Albrechts des Bären
- Hausorden von Hohenzollern 1. Klasse
- Lippischer Hausorden 1. Klasse
- Royal Victorian Order, Knight Grand Cross
- Großkreuz des Dannebrogordens
- Tschernagorischer Unabhängigkeitsorden (Orden Danilos I. für die Unabhängigkeit), Großkreuz
- Kaiserlich-Königlicher Orden vom Weißen Adler
- Militär-Dienstkreuz (Mecklenburg-Schwerin)
- preußisches Dienstauszeichnungs-Kreuz
- Kriegsdenkmünze für die Feldzüge 1870–71 für Kombattanten